# Нора (приток Селемджи)

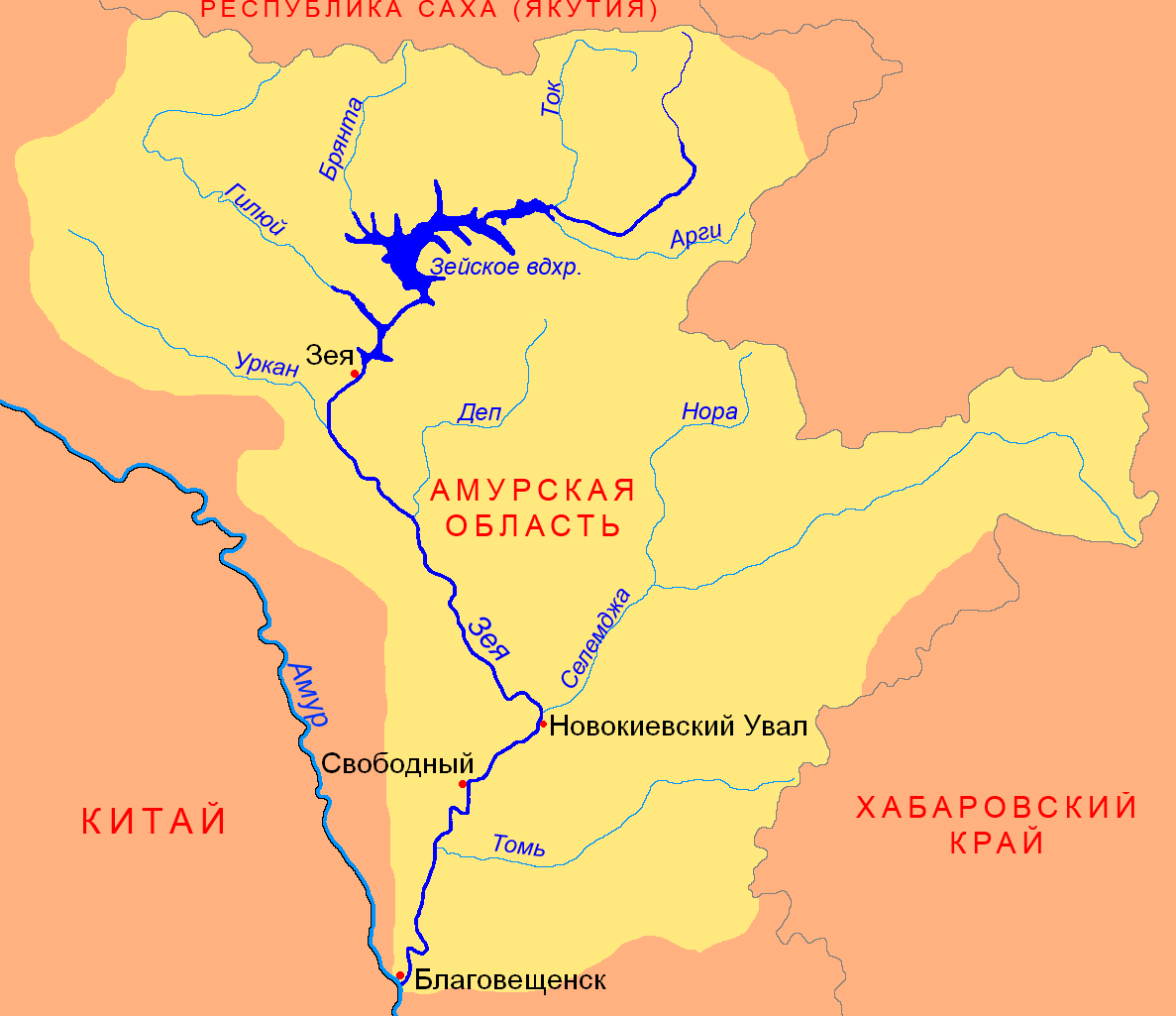
Бассейн Зеи

Но́ра — река в Амурской области, правый приток реки Селемджа (бассейн Амура).
Длина реки — 305 км, площадь водосборного бассейна — 16 700 км². Река замерзает в начале ноября и остаётся под ледяным покровом до мая. Питание преимущественно дождевое. Берёт начало в хребте Джагды, течёт по Амурско-Зейскому плато. Половодье с мая по сентябрь. Средний расход в 141 км от устья 128 м³/сек.
Крупнейший приток Дугда впадает справа в 150 км от устья.
Населённых пунктов на реке нет. Посёлок Дугда (Зейский район) стоит вблизи реки Дугда, а село Норск (Селемджинский район) стоит на левом берегу реки Селемджи, в 6 км ниже устья Норы.